# Cristo in casa di Marta e Maria (Santafede)
Il Cristo in casa di Marta e Maria è un dipinto olio su tela (310×210 cm) di Fabrizio Santafede del 1612 conservato presso il Pio Monte della Misericordia di Napoli.
La tela è conservata tutt'oggi presso lo stesso istituto per il quale fu eseguita, il Pio Monte della Misericordia. Inoltre essa costituisce una delle sette opere conservate negli altrettanti sette altari minori circostanti quello maggiore posto al centro della chiesa che, a sua volta, conserva le Sette opere di Misericordia del Caravaggio.

## Descrizione
L'opera trae spunto dall'episodio evangelico che narra la visita di Gesù nell'abitazione di Marta di Betania e della sorella Maria. Nel Vangelo secondo Luca, si narra di come le due sorelle accolgano Gesù in casa, ma mentre Marta si occupa delle faccende domestiche, Maria si siede ad ascoltare la parola di Gesù. Quest'ultima, venendo rimproverata da Marta perché accusata di non voler collaborare, riceve proprio da Gesù le difese, il quale sostiene che lei, fermandosi ad ascoltare la parola di Dio, "ha scelto la parte migliore".
Di pregevole fattura, il dipinto non si concentra unicamente sui tre protagonisti della vicenda ma vede altresì nel suo contorno il punto cardine di ciò che Santafede vuole esprimere.